# Food Art

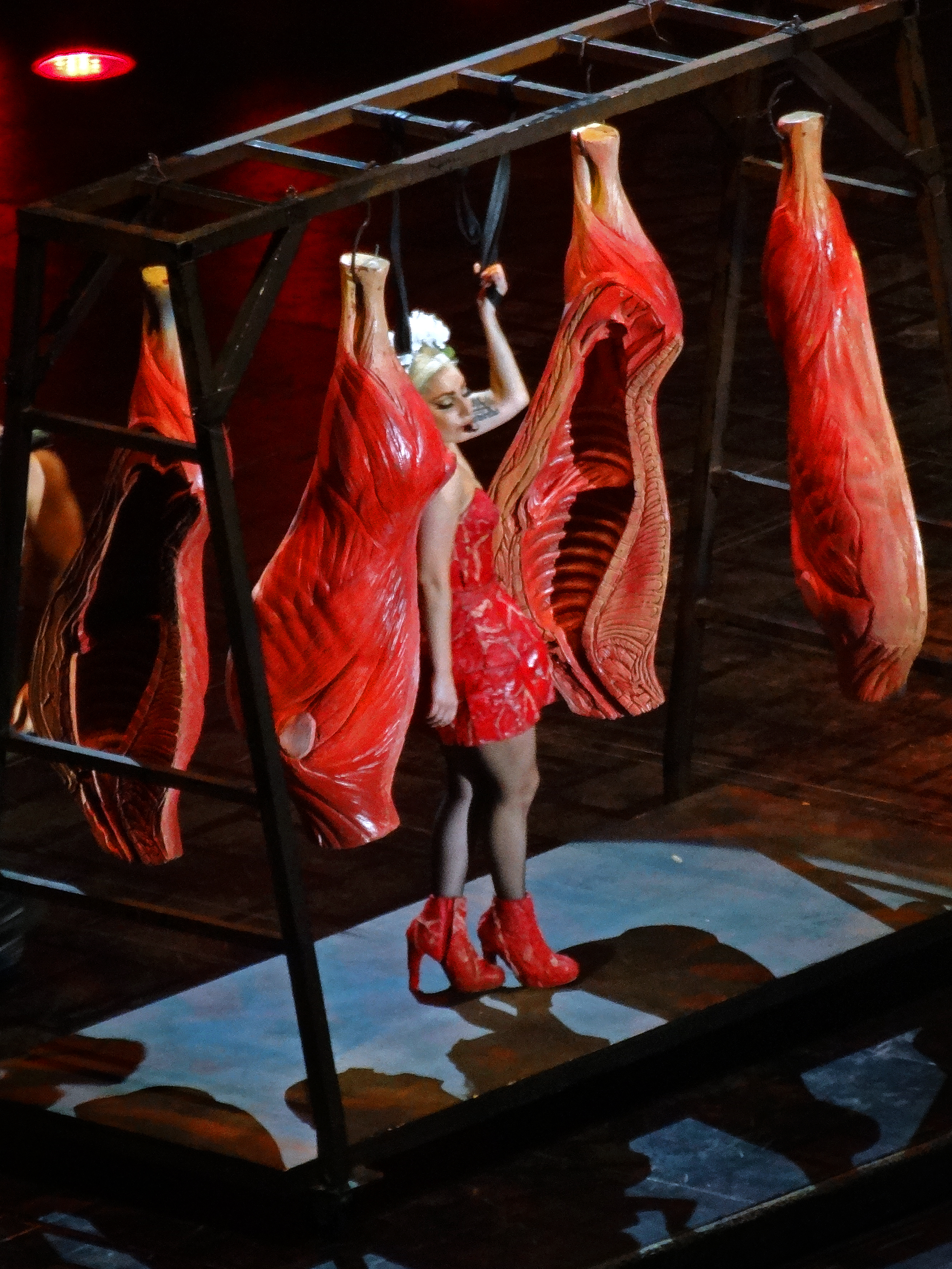
Lady Gagas Meat dress

Food Art bezeichnet verschiedene Ansätze, Kunst aus Lebensmitteln herzustellen bzw. Lebensmittel als Kunstobjekte darzustellen.
Bereits in der Steinzeit dienten Lebensmittel der Herstellung von Kunst: Höhlenmalerei entstand unter Verwendung pflanzlicher und tierischer Bindemittel für die benutzten Farben. Die Kunst des Alten Ägyptens zeigt zahlreiche Darstellungen von Brot, Getreide und anderen Lebensmitteln. Auch in der römischen Kunst gibt es zahlreiche Fresken, Mosaiken und Skulpturen mit Früchten, Opfergaben und Gelagen. Mittelalterliche Manuskripte enthalten detaillierte Bilder von Mahlzeiten in unterschiedlichen gesellschaftlichen Kontexten. Das letzte Abendmahl wurde ein vielgemaltes Motiv. In der Renaissance schuf Giuseppe Arcimboldo verblüffende Porträts aus Früchten und Gemüse. Aus dem Goldenen Zeitalter der Niederlande stammen Stillleben von Frühstückstischen, Meeresfrüchten und exotischen Leckereien. Früchte und Gemüse tauchen auch als erotische Symbole auf. Stillleben mit Früchten kennt man auch aus späteren Kunstepochen. Ein Meister dieser Kunst war Paul Cézanne.
Filippo Tommaso Marinetti, Gründer der Kunstbewegung des Futurismus, veröffentlichte 1930 „Das Manifest der futuristischen Küche“, dem 1932 das Kochbuch „Die futuristische Küche“ folgte. Der dem Faschismus zugeneigte Marinetti forderte darin die völlige Erneuerung der italienischen Kochkunst. Rezepte wie „Alaska-Lachs in Sonnenstrahlen mit Mars-Sauce“ oder Speisen aus dem Labor konnten zwar als avantgardistische Kunstvisionen gelten, kamen gegen Pasta und Pizza jedoch nicht an. Für Wayne Thiebaud, einen frühen Vertreter der Pop Art, dienten Lebensmittel als gesellschaftliche Metapher. Seine Bilder von Desserts reflektieren eine im Überfluss lebende US-amerikanische Gesellschaft. Etwa zur gleichen Zeit begannen Künstler, Lebensmittel als Material zur Herstellung von Kunstobjekten zu benutzen. Dieter Roth und Daniel Spoerri schufen in den 1960er Jahren sogenannte Eat-Art. In den späten 1960er und frühen 1970er Jahren begannen Künstlerinnen, Food Art im Sinne des Feminismus einzusetzen. Die Installation The Dinner Party von Judy Chicago wies auf die Leistungen von Frauen hin, die bis dahin nicht ausreichend gewürdigt worden waren. Mit Miriam Schapiro begründete Judy Chicago das „Feminist Art Program“.
In den 1990er diente Food Art als Gegenbewegung zur fortschreitenden gesellschaftlichen Entfremdung durch neue Medien, zum Beispiel das Internet. Rirkrit Tiravanija etwa setzte das Zubereiten und Verzehren von Mahlzeiten in Galerien und Museen ein, um mit den Besuchern in Kontakt zu treten. Dieser Trend wird unter anderem von Laila Gohar fortgeführt. Heutige Vertreter der Food Art, darunter Gina Beavers, Walter Robinson und Jennifer Coates, nutzen die neuen Medien selbst für politische, feministische, wirtschaftliche und gesellschaftliche Statements.